# Kumeyaays

Territori kumeyaay

Els kumeyaay o diegueños són una tribu ameríndia, la parla dels quals pertany a les llengües Yuma-Cochimí, també anomenada cameja, el nom de la qual prové de la Missió de San Diego. A Mèxic són coneguts com a kumiai. Hi viuen 328 kumiai, encara que el cens mexicà del 2000 només va registrar 161 parlants de la llengua. Encara que el nombre de parlants és molt petit, a Mèxic gaudeix de reconeixement com a llengua nacional.

## Localització
Originàriament vivia a l'Alta Califòrnia, entre Mèxic i els Estats Units. Als Estats Units ocupen 13 reserves al comtat de San Diego registrats en les següents tribus reconegudes federalment:
- Banda Campo d'Indis Diegueño de Missió a la reserva índia Campo
- Banda Capitan Grande d'Indis Diegueño de Missió de Califòrnia:
  - Grup Barona de la banda Capitan Grande d'indis de Missió de la Reserva Barona
  - Grup Viejas de la banda Capitan Grande d'Indis de Missió de la reserva Viejas
- Banda Ewiiaapaayp d'indis kumeyaay (antigament Comunitat Cuyapaipe d'Indis Diegueño de Missió a la reserva Cuyapaipe)
- Banda Inaja d'indis diegueño de Missió de la reserva Inaja i Cosmit
- Vila índia Jamul de Califòrnia
- Banda La Posta d'indis Diegueño de Missió de la reserva índia La Posta
- Banda Manzanita d'indis diegueño de Missió de la reserva Manzanita
- Banda Mesa Grande d'indis diegueño de Missió de la reserva Mesa Grande
- Banda San Pasqual Band d'indis diegueño de Missió de Califòrnia
- Banda Santa Ysabel d'indis diegueño de Missió de la reserva Santa Ysabel
- Banda Sycuan de la Nació Kumeyaay[2]

També viuen a cinc comunitats a la Baixa Califòrnia, incloent-hi:

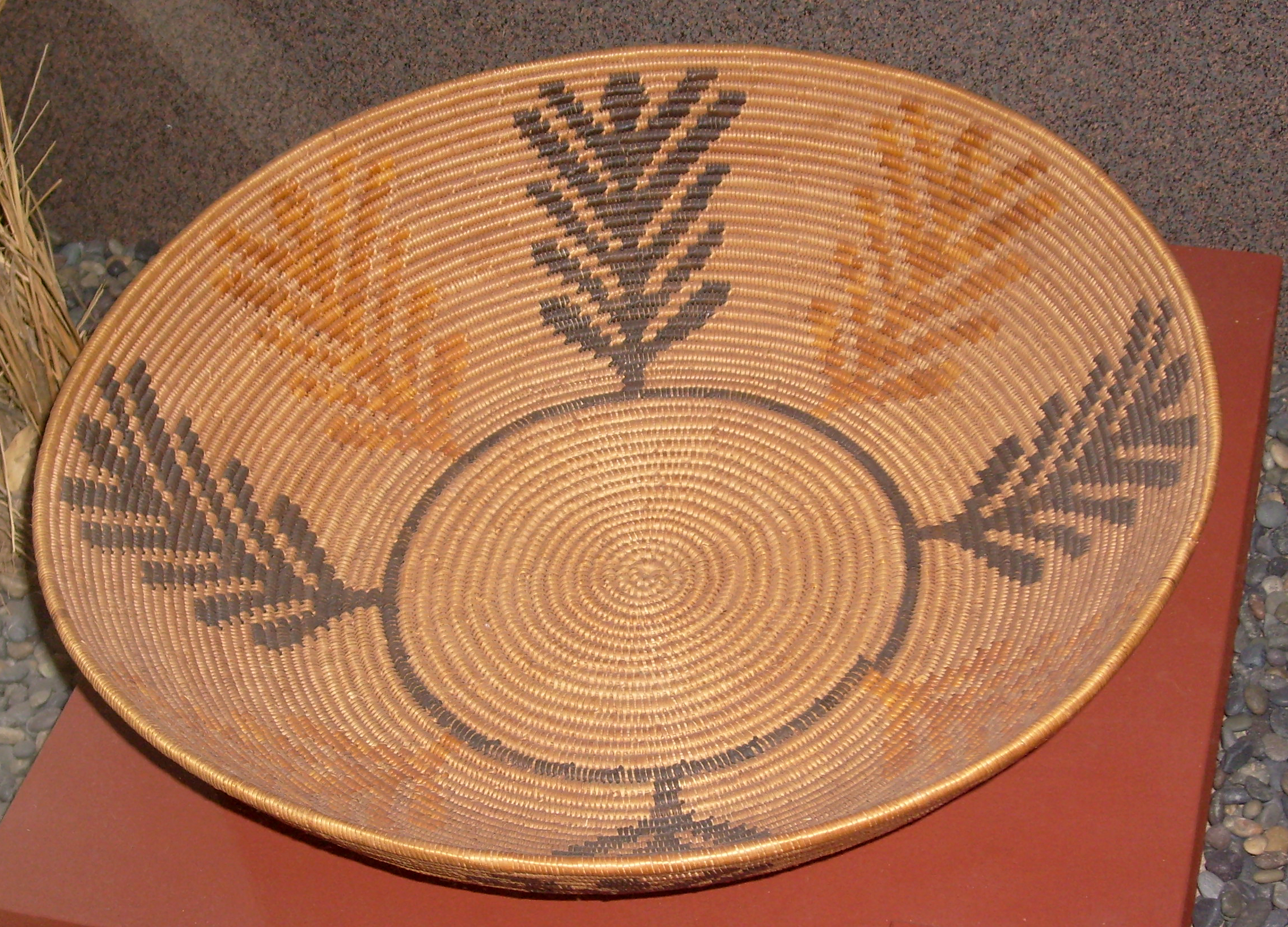
Cistella kumeyaay de Celestine Lachapa, s. XIX, San Diego Museum of Man

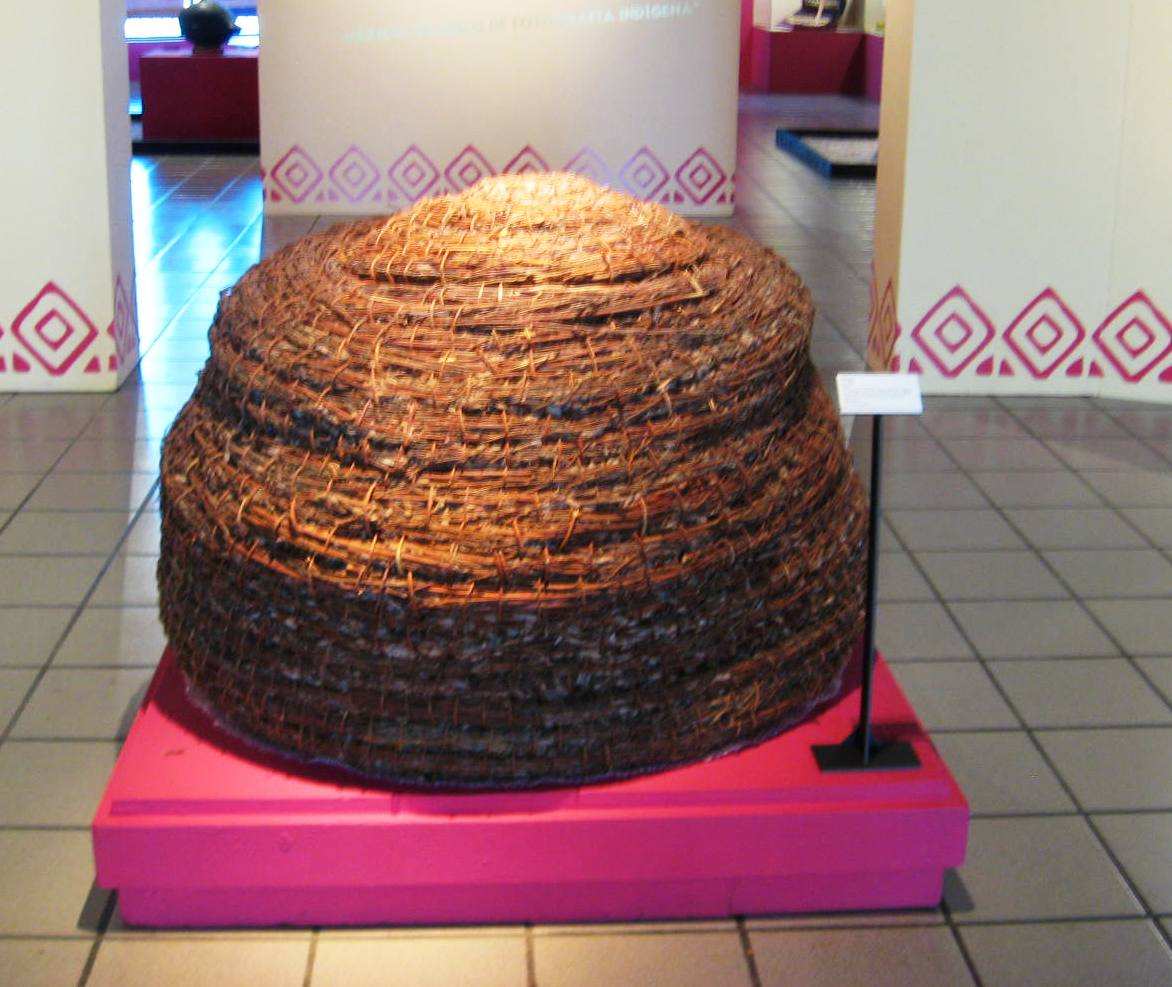
Cistella de magatzem kumeyaay a la Universidad Autónoma de Baja California museu cultural, Mexicali

- Juntas de Neji
- La Huerta
- San Antonio Necua
- Santa Catarina
- San José de la Zorra.[3]

## Demografia
El 1909 només restaven 400 amerindis kumeyaay als Estats Units. El 1970 eren uns 700. A Baixa Califòrnia, Mèxic hi ha les comunitats de Juntas de Neji (11.590 has), San José de la Zorra (14.440 has), San Antonio Necua (6.262 has), La Huerta (6.268 has), Santa Catarina (67.828 has), San Isidoro (28.718 has), Ejido Tribu Kiliwas (26.910 has) i El Mayor Cupapa (143.000 acres).
Segons dades de la BIA, als Estats Units hi havia apuntats al rol tribal 316 a Barona, 307 a Campo, Guyapaipe (4.100 acres), 499 a Santa Ysabel, 20 a La Posta, 91 a Manzanita, 305 a San Pasqual, 403 a Mesa Grande, 93 a Sycuan, 300 a Viejas i 16 a Inaja & Cosmit. Segons el cens dels EUA del 2000 hi havia 3.517 individus.

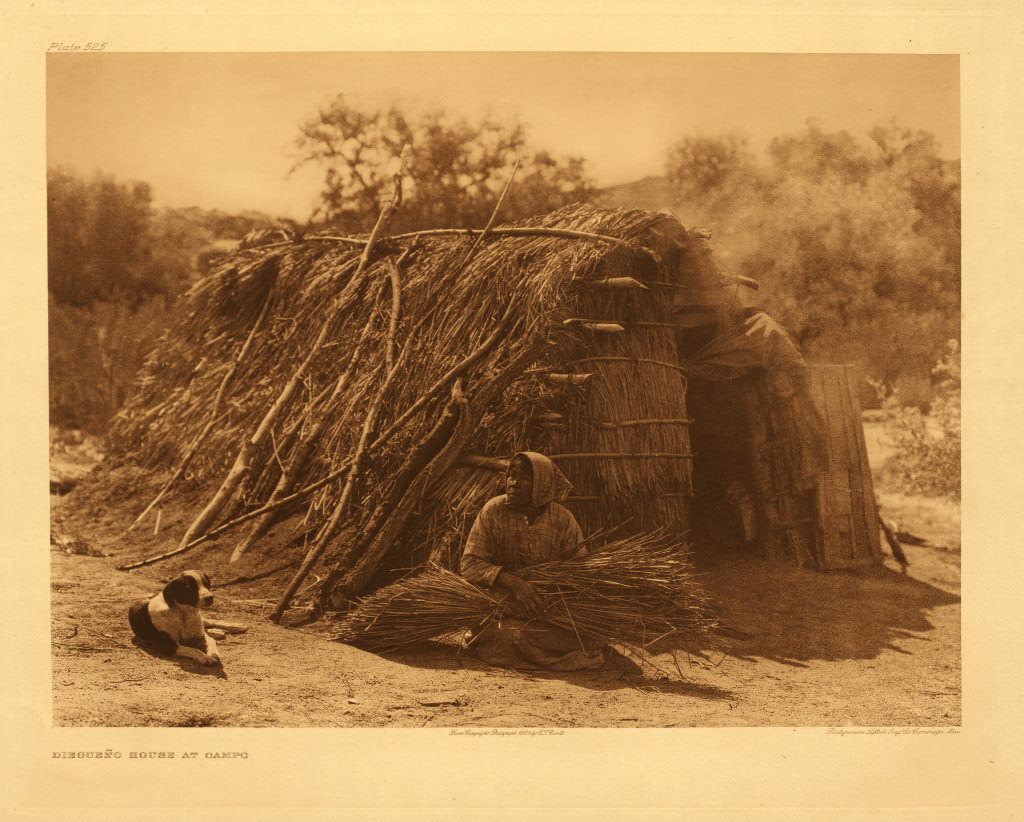
Habitatgef kumeyaay

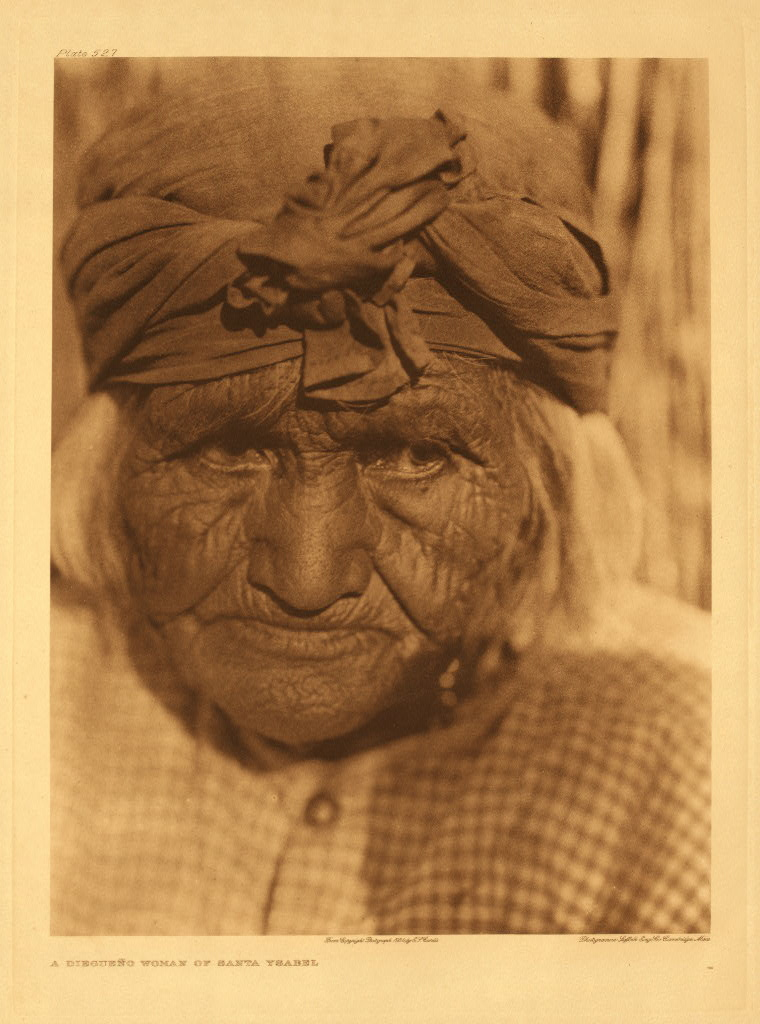
Indi kumeyaay fotografiat per Edward S. Curtis

## Costums
Llur cultura no era tan sofisticada ni influencial com la d'altres tribus, i a vegades reflectia moltes influències de llurs veïns, els luiseño al Nord i els mohaves a l'Est. La seva organització social era basada en el clan o en llinatges similars, cadascun d'ells aparentment associat amb una localitat particular de la qual prenien el nom. El clan en cap dirigia les cerimònies. Els de la costa s'alimentaven de musclos i de peix; els de l'interior tampoc conreaven, sinó que caçaven cérvols, ocells i rosegadors, i recollien aglans, baies i fruites. Les cases no tenien parets, i consistien en pals suportant un sostre de terra i estopa. Elaboraven cistelles, teixits i contenidors fets amb cordes, tots ells molt rudimentaris.
Encara que practicaven una religió molt semblant a la dels luiseño, llur visió del món era ben diferent. Mentre que els luiseño eren místics, als diegueño els preocupava més la vida tangible i material. No adoraven el déu luiseño "Chungichnich", i el pas a l'adolescència, els ritus funeraris, i d'altres eren desenvolupats de manera àmplia i sense tantes consideracions esotèriques o metafísiques. Els xamans, endemés, tenien visions mastegant herba "tobache". Durant molts anys es resistiren al cristianisme.

## Història
El 1769 l'explorador espanyol Gaspar de Portolà i el capellà Juníper Serra fundaren la Missió de San Diego, a la qual s'uniren els pobles yuma kamia, ipai, tipai o kumeyaay. Tot i així, ells l'atacaren sovint però finalment acabaren unint-se a la missió. Com a arma empraven un morter mòbil. També feien balses de tule impulsades per rems dobles, i feien pipes de pedra i fang amb finalitats religioses.
El 1821 el seu territori passà de sobirania colonial espanyola a sobirania mexicana, qui el 1834 va secularitzar les missions. Això els va obligar a lluitar contra els mexicans per les seves terres, ja que patiren fam, malalties i males condicions laborals. El 1836-1842 atacaren despietadament els ranxos dels colons mexicans. El 1848, pel Tractat de Guadalupe-Hidalgo, algunes regions dels kumeyaay passaren a formar part dels Estats Units, i el mateix any es creà l'estat de Califòrnia. Tot i així, continuaren establint-se molts blancs nord-americans i mexicans al seu territori. El 1856 i el 1861 els intendents californians robaren les terres als amerindis i els esclavitzaren. Per això, entre el 1860 i el 1880 van fer incursions al seu territori, com la de Campo el 1877.